# Deutschlandsberger Klause
Deutschlandsberger Klause este o arie protejată (arie specială de conservare — SAC, sit de importanță comunitară — SCI) din Austria întinsă pe o suprafață de 49,19 ha, integral pe uscat.

## Localizare
Centrul sitului Deutschlandsberger Klause este situat la coordonatele 46°48′51″N 15°11′44″E / 46.8143°N 15.1956°E.

## Înființare
Situl Deutschlandsberger Klause a fost declarat sit de importanță comunitară în iulie 1998 pentru a proteja 5 specii de animale. Situl a fost protejat și ca arie specială de conservare în iunie 2006.

## Biodiversitate
Situată în ecoregiunea continentală, aria protejată conține 5 habitate naturale: Liziere de ierburi înalte hidrofile de câmpie și de nivel montan până la alpin, Pante stâncoase silicioase cu vegetație casmofită, Păduri de fag Luzulo-Fagetum, Păduri pe pante, grohotișuri și ravene de Tilio-Acerion, Păduri aluvionare cu Alnus glutinosa și Fraxinus excelsior (Alno-Padion, Alnion incanae, Salicion albae).
La baza desemnării sitului se află mai multe specii protejate:
- păsări (4): pescăruș albastru (Alcedo atthis), barză neagră (Ciconia nigra), mierla de apă (Cinclus cinclus), ciocănitoare neagră (Dryocopus martius)
- pești (1): zglăvoacă (Cottus gobio)

Pe lângă speciile protejate, pe teritoriul sitului au mai fost identificate 15 specii de plante, 3 specii de nevertebrate, 1 specie de pești.